# Хачілаєв Надиршах Мугадович
Надирша́х (ім'я при народженні — Нади́р) Мугадович Хачіла́єв ((10 червня 1959 , Кума (Лакський район), Дагестанська АРСР  — 12 серпня 2003 , Махачкала, Дагестан, Росія )) — російський політичний діяч, депутат Державної думи Федеральних зборів Російської Федерації II скликання, голова Дагестанського відділення Фонду миру та Спілки мусульман Росії, яку міністерство юстиції Росії визнало екстремістською організацією. У 1990-х і 2000-х роках вважався лідером лакського народу. Звинувачувався в організації масових заворушень, що було доведено у суді. Загинув 2003 року в Махачкалі внаслідок замаху.

## Біографія
Народився 10 липня 1959 року у селищі Кума.  Потім жив у Хасав'юрті. За національністю лакець. Батько — пастух, мати — домогосподарка. Брати — Магомед, Адам і Джабраїл. Дві сестри. У 1977 році, після закінчення середньої школи, працював чабаном.
Військову службу в Радянській Армії проходив у спортивній роті на території Білоруської РСР та Української РСР.
У 1980 році переїхав до Ленінграда, де виступав за міську збірну з карате. Мав чорний пояс з карате. У 1983 році протягом одного року навчався на денному відділенні перекладацького факультету Літературного інституту (курс Ігоря Волгіна та Євгена Долматовського), а потім перевівся на заочне відділення, яке закінчив у 1987 році. Крім того, навчався в Краснодарському державному інституті фізичної культури та в Державному двічі орденоносному інституті фізичної культури імені П. Ф. Лесгафта.
У Москві працював у охоронній фірмі «Гермес», яка надавала колекторські послуги. Володів кількома фірмами, зокрема, магазином «Москвич» у Махачкалі та банком «Магріб». 19 лютого 1996 року за підтримки Абдул-Вахеда Ніязова очолив Спілки мусульман Росії, змінивши муфтія Мукаддаса Бібарсова. Пізніше ця організація була визнана міністерством юстиції Росії екстремістською.
У травні 1996 року спецслужби Азербайджану передали владі Дагестану список громадян республіки Дагестан, в'їзд яких на територію Азербайджану небажаний. У списку з 96 осіб опинилися деякі представники лезгинського національного руху «Садвал» («Єдність»), а також голова руху «Союз мусульман Росії» (СМР) Надир Хачалаєв та активісти БМР.
1996 року супроводжував секретаря Ради Безпеки Росії Олександра Лебедя під час його миротворчої поїздки до лідерів чеченських сепаратистів у Чечні. 8 грудня 1996 року, балотуючись по Махачкалінському територіальному округу № 11, здобув перемогу під час виборів депутатів Державної думи РФ. Був депутатом Державної думи другого скликання. У 21 березня 1997 був прийнятий до фракції «Наш дім — Росія».
Брав участь у визволенні заручників, захоплених чеченськими сепаратистами наприкінці 1990-х років. За даними газети «Комерсант» звільнив понад 50 заручників . Один із них — 73 річний москвич Віталій Козьменко, який провів у чеченському полоні понад рік. У лютому 1999 року оглядач газети «Известия» Олег Блоцький писав: «Мало хто знає про те, що за два останні роки Хачілаєв звільнив з чеченського полону десятки російських солдатів. Він не збирав преси і не красувався на тлі полонених перед телекамерами. Він просто вивозив хлопців до Махачкали, купував їм квитки та відправляв додому».
Хачілаєв неодноразово звинувачував найвище керівництво Республіки Дагестан у корупції та розкраданні грошей, які надходили з федерального бюджету, вимагаючи створення парламентської комісії для розслідування. 20 травня 1998 року в центрі Махачкали кортеж братів Хачілаєвих, які поверталися з Чечні, де вони вели переговори про звільнення заручників, зупинили для перевірки документів працівники міліції, які спробували роззброїти охорону Хачілаєвих. Все це призвело до перестрілки, в ході якої загинув один із міліціонерів. Потім Хачілаєв, разом із частиною своїх прихильників, забарикадувався у себе вдома. 21 травня 1998 року на мітингу зібраному прихильниками Хачілаєвих на центральній площі Махачкали біля будівлі Державної ради знову сталася перестрілка зі співробітниками міліції, після чого мітинг переріс у масові заворушення і вилився в силове захоплення будівлі Уряду Республіки Дагестан, яку брат Хачілаєва та його прихильники утримували поки тривали переговори. У ході зіткнень загинули працівники міліції, а четверо міліціонерів були захоплені прихильниками Хачілаєвих. .
У захопленні Державної ради в Махачкалі в травні 1998 року прокуратура звинуватила Надиршаха та його брата Магомеда, а після 11 вересня 1998 року, погодившись з її доказами, Державна дума позбавила Хачілаєва депутатської недоторканності. Після цього Хачілаєв був оголошений у федеральний розшук, а його брат заарештований.
Переховувався у Чечні та у ваххабітському анклаві у селі Карамахи. У липні 1999 року Надиршах перебував у селі Гіляни Ножай-Юртівського району Чечні. Він запросив у сусіднє село Зандак депутатів Держдуми РФ Дмитра Рогозіна, Тельмана Гдляна та двох російських генералів, включаючи заступника начальника ГУБОЗ МВС Росії, щоб у присутності великої групи журналістів з Москви передати їм двох російських православних священиків, раніше захоплених братами Ахмадовими чеченськими бандитами з Урус-Мартана. Урочиста церемонія зірвалася: коли гості чекали на приїзд автомобіля зі звільненими заручниками, раптово до села під'їхали кілька військових вантажівок, з яких висипали озброєні автоматичною зброєю та гранатометами люди. Це були бойовики дагестанського ваххабіта Багаутдіна Магомедова, які взяли в щільне кільце столичних гостей і залягли на поле по периметру. Банда Магомедова прославилася викраденням людей, яких вони крали в Дагестані, а потім утримували до отримання викупу на території сусідньої Чечні. За однією з версій, Магомедов був незадоволений активністю Надиршаха на території, яку вважав своєю. Іншою, у зриві передачі заручників безпосередньо була зацікавлена влада Дагестану, яким було невигідне зростання популярності Хачілаєвих. Надіршаху та його брату Магомеду довелося витратити кілька годин, щоб переконати Багаутдіна забратися разом з його бойовиками додому. Весь цей час озброєні сподвижники братів Хачілаєвих та бойовики Магомедова тримали один одного на прицілі.
У жовтні 1999 року Надиршах Хачілаєв був заарештований. Цьому передувала силова спеціальна операція, яку провели спецслужби. Проте, адвокати Хачілаєва заявляли, що він був затриманий у Москві, куди прибув на запрошення ФСБ Росії для проведення переговорів про його посередництво у звільненні генерала МВС Росії Геннадія Шпігуна, якого викрали в березні 1999 року і тримали в полоні у чеченців.
У червні 2000 року був разом зі своїм братом визнаний винним в організації захоплення заручників та незаконному зберіганні зброї та засуджений Верховним Судом Дагестану до 1,5 років позбавлення волі, а Магомед — до 3 років позбавлення волі та 41 тисячі рублів штрафу. Проте обох було звільнено у залі суду у зв'язку з амністією Державної думи з нагоди 55-річчя Перемоги.
У січні 2002 року в Махачкалі був затриманий міліцією, а місцева прокуратура звинуватила у підриві вантажного автомобіля з військовослужбовцями 102-ї бригади Внутрішніх Військ, що стався 18 січня, через яке загинуло семеро людей. Під час обшуку, проведеного в будинку Хачілаєва, оперативниками було зроблено вилучення виявлених там зброї та боєприпасів, а також касет з відеозаписами, на яких було знято знущання над військовослужбовцями російської армії. При цьому офіційний представник Управління ФСБ за Дагестаном Мурад Гаджимурадов в інтерв'ю газеті «Известия» висловив здивування діями працівників міліції, які затримали Хачілаєва, заявивши, що ті не повідомили ФСБ, яка веде кримінальну справу за фактом вибуху, і не розуміє, яке відношення до цього вибуху має Хачілаєв. 25 січня, перебуваючи в слідчому ізоляторі, Хачілаєв оголосив безстрокове голодування, вимагаючи свого звільнення з-під варти та проведення неупередженого розслідування.  11 березня 2002 року Радянський районний суд Махачкали повністю виправдав Хачілаєва. .
У березні 2003 року висунув свою кандидатуру на виборах депутатів Народних Зборів Республіки Дагестан, але програв.

## Літературна творчість
У 1985 році написав повість «Хроніка виживання», яка у скороченому перекладі Ігоря Волгіна була під назвою «Той, що спустився з гір» опублікована в грудневому номері журналу «Жовтень» за 1995 рік. У передмові Волгін назвав його «дагестанським Хемінгуеєм».
Після смерті Надиршаха Хачілаєва, в некролозі, опублікованому в «Літературній газеті» письменник та історик Ігор Волгін написав: 
|  | (...) «Від уважного читача, – писав у передмові до повісті, – не приховаються потаємні сенси цього тексту, «наївність» якого лише підкреслює трагізм втіленого у ньому життя”. Це була скупа, аскетична та дуже жорстока проза. У ній було багато правди та не менше крові. Вже йшла перша чеченська (вона ж громадянська) війна, і російського читача не могло не вразити внутрішнє поєднання зображуваних Хачілаєвим вже порівняно давніх подій з теперішніми. Північний Кавказ поставав під його пером зовсім не місцем романтичних бажань, а як зона біди, як готовий будь-якої хвилини вибухнути котел. Це був світ, що жив за своїми родоплемінним та нерідко кримінальними законами, чия ментальність ніяк не вписувалася в "усереднений" радянський пейзаж. |

Проте сам Хачілаєв у 2001 році у своєму інтерв'ю зауважив:
|  | У журналі «Жовтень» 1995 року під моїм прізвищем було надруковано повість «Той, що спустився з гір». Але я її не писав. Це зробив письменник Ігор Волгін на основі моїх щоденникових записів, надавши їм сюжету, якого в мене не було. |

Того ж року Хачілаєв заявляв про намір написати книгу «Наш шлях газзавату», в якій, за його словами, збирався розповісти читачам про те, як слід боротися із моральною деградацією.

## Вбивство
11 серпня 2003 року Надиршах Хачілаєв був убитий. Це сталося біля його власного будинку в Махачкалі, коли виходив зі свого автомобіля Toyota Land Cruiser. Шквальний вогонь був відкритий з автомобіля «ВАЗ 21099», що проїжджав повз. Через добу на вулиці Пархоменка в Махачкалі, де розташований особняк давнього опонента Хачілаєва мера Махачкали Саїда Амірова, було знайдено автомобіль, з якого вівся вогонь, а в ньому зброя — автомат Калашникова і пістолет-кулемет «Кедр». Серед версій убивства: повернення Хачілаєва у велику політику, а також кровна помста — у травні 1998 року біля будинку Хачілаєва в перестрілці загинули п'ятеро ОМОНівців. Двох рідних братів Надиршаха також було вбито. 1993 року загинув рідний брат Адам, а 2000 року від куль — і Магомед Хачілаєв.

## Відгуки
Командувач російськими військами 1995—2002 під час бойових дій у Чечні та Дагестані, генерал-полковник Геннадій Трошев писав про нього у своїх спогадах «Моя війна. Чеченський щоденник окопного генерала» як про ваххабітського лідера Дагестану, одного з командирів сепаратистів у Кадарській зоні.